# 大王町 (薩摩川内市)
大王町（だいおうちょう）は、鹿児島県薩摩川内市の町。旧川内市大王町。郵便番号は895-0062。人口は213人、世帯数は97世帯（2020年10月1日現在）。大王町の全域で住居表示を実施している。

## 地理
薩摩川内市の本土側の北部、川内川の下流域に位置している。字域の北方には御陵下町、南方には若葉町、西方には花木町、宮内町、東方には大小路町にそれぞれ接している。鹿児島県道44号京泊大小路線が字域の北部を東西に通っている。
字域内は住宅と商店が混在して所在している。また字域の北部に九州電力川内原子力総合事務所が2009年（平成21年）に設置された。

### 町名の由来
大王町という町名は分割された区域の多くが宮内町の小字「大王」の区域であったことに由来する。

## 歴史
1965年（昭和40年）4月1日に宮内町及び大小路町の一部の区域において住居表示に関する法律に基づき街区方式による住居表示が実施されることとなった。それに伴い同日付で町名・地番の変更が行われ川内市宮内町及び大小路町の各一部より川内市の町名「大王町」として設置された。
2004年（平成16年）10月12日に川内市、東郷町、入来町、祁答院町、樋脇町、下甑村、上甑村、鹿島村、里村が新設合併し薩摩川内市が設置された。この市町村合併に伴い設置された法定合併協議会において川内市の町・字については「現行通りとする。」と協定されたため、名称の変更は行われずに薩摩川内市の町となった。

### 町域の変遷
| 変更後               | 変更年             | 変更後                 |
| -------------------- | ------------------ | ---------------------- |
| 川内市大王町（新設） | 1965年（昭和40年） | 川内市宮内町（一部）   |
| 川内市大王町（新設） | 1965年（昭和40年） | 川内市大小路町（一部） |

## 人口
以下の表は国勢調査による小地域集計が開始された1995年以降の人口の推移である。
| 年                 | 人口 |
| ------------------ | ---- |
| 1995年（平成7年）  | 262  |
| 2000年（平成12年） | 273  |
| 2005年（平成17年） | 248  |
| 2010年（平成22年） | 233  |
| 2015年（平成27年） | 280  |
| 2020年（令和2年）  | 213  |

## 施設

### 教育
- 大王児園[18]

### その他
- 九州電力川内原子力総合事務所

## 小・中学校の学区
市立小・中学校に通う場合、学区（校区）は以下の通りとなる。
| 町丁   | 番地 | 小学校                 | 中学校                   |
| ------ | ---- | ---------------------- | ------------------------ |
| 大王町 | 全域 | 薩摩川内市立可愛小学校 | 薩摩川内市立川内北中学校 |

## 交通

### 鉄道
字域内には鉄道は通っていない。最寄りの駅は川内駅又は上川内駅である。

### 道路
主要地方道
- 鹿児島県道44号京泊大小路線